# Geelbuikhoningjager
De geelbuikhoningjager (Toxorhamphus novaeguineae) is een zangvogel uit de familie Melanocharitidae.

## Verspreiding en leefgebied
Deze soort is endemisch in Nieuw-Guinea en telt twee ondersoorten:
- T. n. novaeguineae: Raja Ampat-eilanden (in het westen), Japen (in de Geelvinkbaai), westelijk en noordelijk Nieuw-Guinea.
- T. n. flaviventris: de Aru-eilanden (zuidwestelijk van Nieuw-Guinea) en zuidelijk Nieuw-Guinea.

## Status
De grootte van de populatie is niet gekwantificeerd maar de soort wordt omschreven als vrij algemeen tot algemeen. Op de Rode lijst van de IUCN heeft deze soort de status niet bedreigd.